# Чемпионат Европы по футболу 2012
Чемпионат Европы по футболу 2012 (официальное название — UEFA Euro 2012) — 14-й футбольный турнир среди европейских стран, проводимый раз в четыре года под эгидой УЕФА. Финальную часть турнира приняли совместно Украина и Польша, матчи начались игрой открытия 8 июня 2012 года в Варшаве и завершились 1 июля 2012 года финальной игрой в Киеве.
Это третий турнир в истории европейских национальных футбольных первенств, хозяевами которого являются две страны. Первым стал чемпионат Европы 2000 года, проведённый в Бельгии и Нидерландах, вторым — чемпионат Европы 2008 года, проведённый в Австрии и Швейцарии.
Это последний чемпионат, в финальной части которого принимали участие 16 команд. Начиная с Евро 2016 число команд увеличено до 24.

## Выбор хозяев

### Предварительный отбор
Изначально всего было представлено восемь заявок из десяти стран, но три из них (России, Румынии и Азербайджана) не прошли предварительную аттестацию и были исключены.
| Кандидат         | Предварительная аттестация | Квалификационный раунд голосования | Финальный раунд голосования |
| ---------------- | -------------------------- | ---------------------------------- | --------------------------- |
| Польша—Украина   | +                          | 7                                  | 8                           |
| Италия           | +                          | 11                                 | 4                           |
| Хорватия—Венгрия | +                          | 9                                  | 0                           |
| Турция           | +                          | 6                                  | —                           |
| Греция           | +                          | 2                                  | —                           |
| Азербайджан      | ×                          | —                                  | —                           |
| Румыния          | ×                          | —                                  | —                           |
| Россия           | ×                          | —                                  | —                           |

Итого осталось пять заявок на проведение, которые были представлены суммарно семью странами: Хорватия—Венгрия (двойная заявка), Греция, Италия, Польша—Украина (двойная заявка) и Турция. 8 ноября 2005 комитет УЕФА сократил количество заявок до трёх путём голосования: 
- Италия (11 голосов)
- Хорватия—Венгрия (9 голосов)
- Польша—Украина (7 голосов)
- Турция (6 голосов)
- Греция (2 голоса)

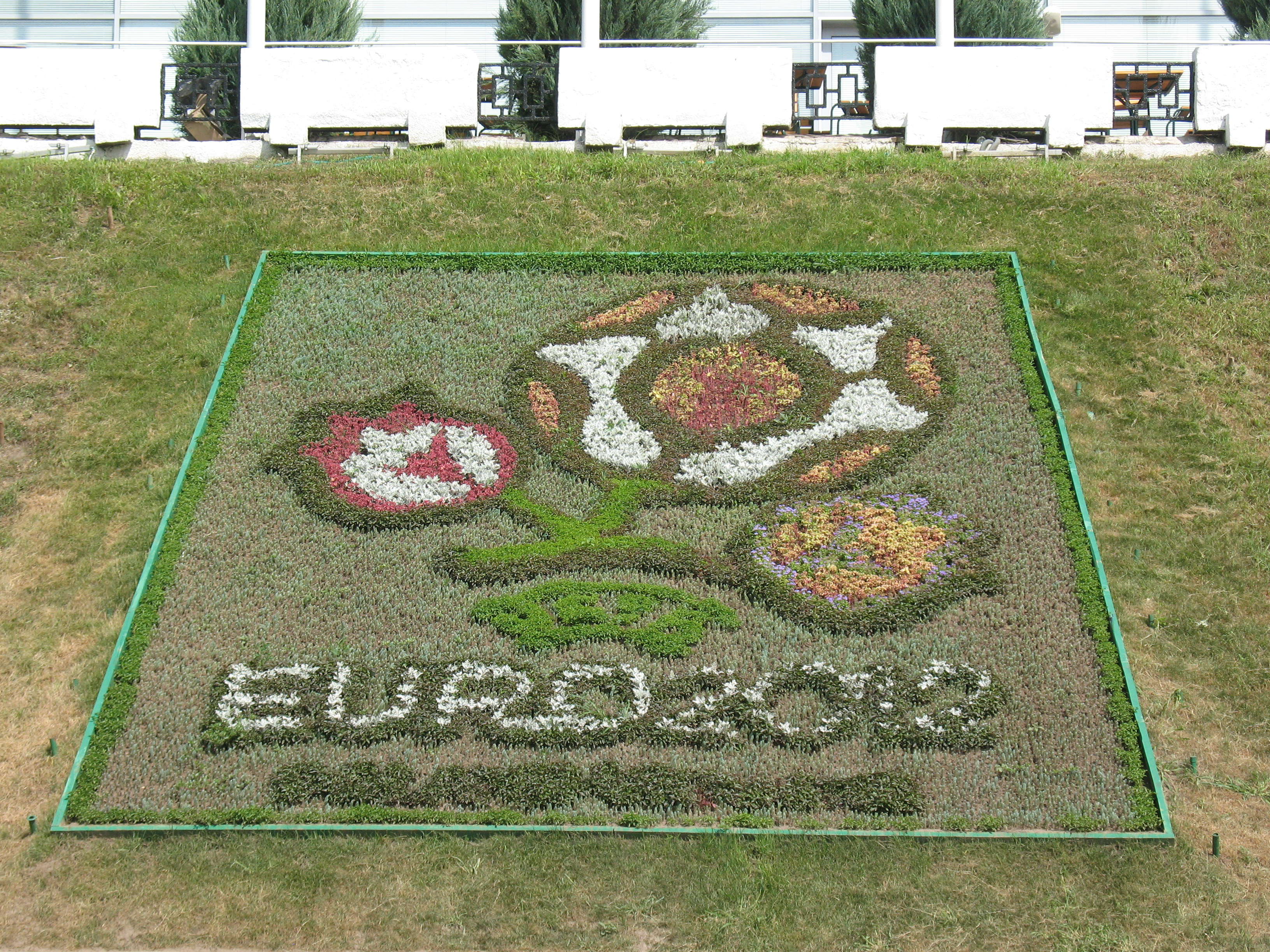
Цветочная эмблема чемпионата в Харькове

31 мая 2006 было завершено формирование специальных заявочных книг, в которых страны-кандидаты оглашали все детали грядущего первенства Европы. 18 апреля 2007 на сессии УЕФА в Кардиффе были оглашены результаты финального раунда голосования.

### Финальный раунд
В финальном раунде заявка Украины и Польши одержала победу, набрав 8 голосов из 12 и победив уже в первом туре. Остальные четыре голоса члены комиссии отдали итальянцам. Мишель Платини, избранный президентом УЕФА при поддержке Восточной Европы, лично сам не имел ничего против заявки Украины и Польши и ещё до выборов намекал на то, что будет продвигать футбол в Восточную Европу.

## Города и стадионы
| Польша                                                                        | Польша                                               | Польша                                            | Польша                                          |
| Варшава                                                                       | Вроцлав                                              | Познань                                           | Гданьск                                         |
| ----------------------------------------------------------------------------- | ---------------------------------------------------- | ------------------------------------------------- | ----------------------------------------------- |
| Национальный стадион Вместимость: 58 145 Домашняя арена сборной Польши        | Городской стадион Вместимость: 44 308 Клуб: «Шлёнск» | Городской стадион Вместимость: 42 004 Клуб: «Лех» | ПГЕ Арена Вместимость: 40 818 Клуб: «Лехия»     |
|                                                                               |                                                      |                                                   |                                                 |
| 3 матча группы A (включая матч открытия) четвертьфинал и полуфинал            | 3 матча группы A                                     | 3 матча группы C                                  | 3 матча группы C четвертьфинал                  |
|                                                                               |                                                      |                                                   |                                                 |
| Украина                                                                       |                                                      |                                                   |                                                 |
| Киев                                                                          | Донецк                                               | Харьков                                           | Львов                                           |
| Олимпийский Вместимость: 65 720 Домашняя арена сборной Украины Клуб: «Динамо» | Донбасс Арена Вместимость: 50 055 Клуб: «Шахтёр»     | Металлист Вместимость: 38 500 Клуб: «Металлист»   | Арена Львов Вместимость: 34 915 Клуб: «Карпаты» |
|                                                                               |                                                      |                                                   |                                                 |
| 3 матча группы D четвертьфинал и финал                                        | 3 матча группы D четвертьфинал и полуфинал           | 3 матча группы B                                  | 3 матча группы B                                |

## Участники

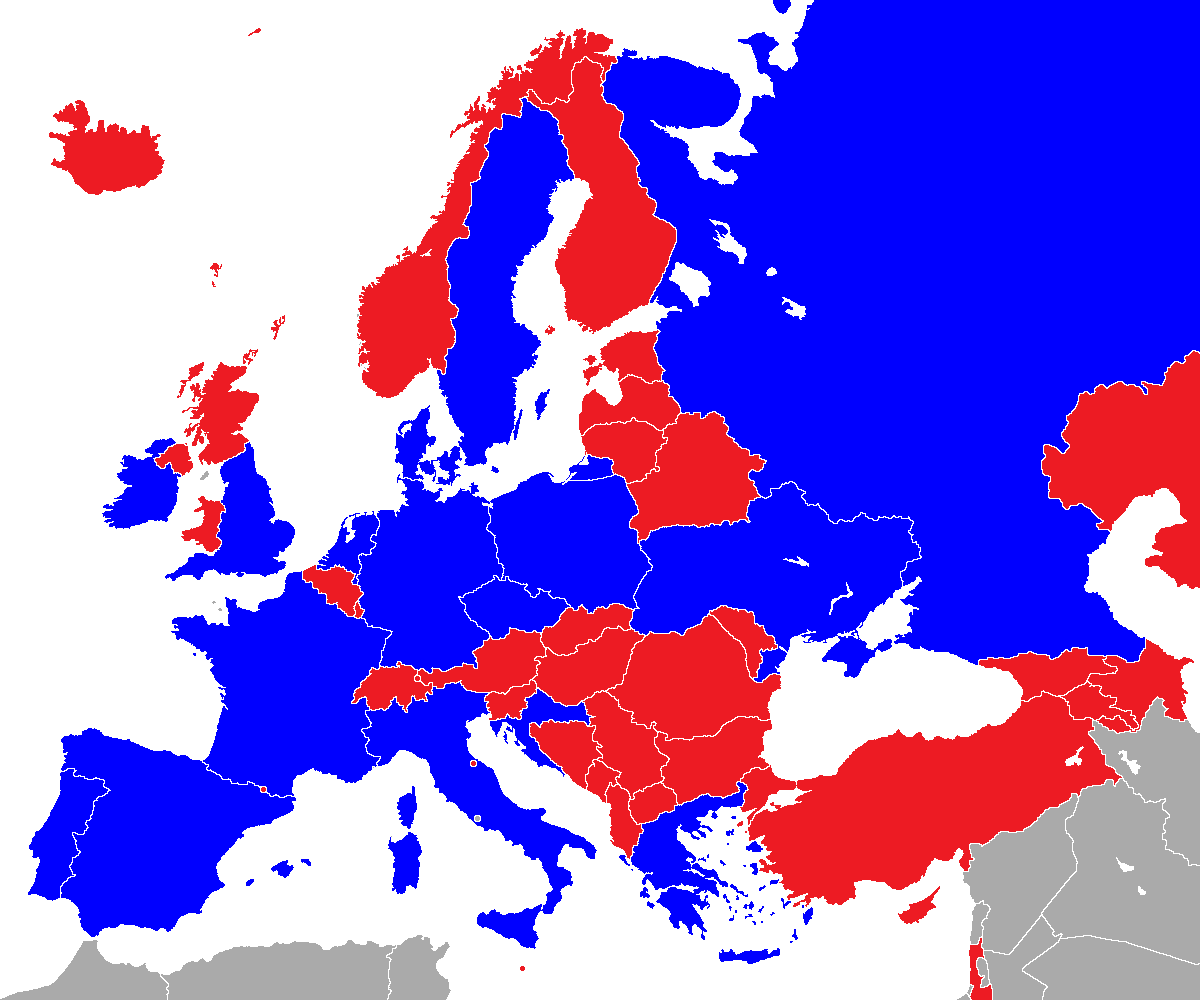
Участники финального турнира
Не прошли отбор
Не члены УЕФА

В финальной части Евро-2012 приняли участие 16 сборных. Некоторые европейские футбольные ассоциации высказывались за увеличение числа финалистов до 24 команд, даже несмотря на то, что количество членов УЕФА выросло лишь незначительно с момента прошлого расширения турнира в 1996 году (с 48 в 1996 году до 53 к апрелю 2006 года). 17 апреля 2007 года Исполнительный Комитет УЕФА официально отказался от расширения на Евро-2012. Позднее, в сентябре 2008 года, было решено, что, начиная с чемпионата Европы 2016 года, который пройдет во Франции, в финальной стадии примут участие 24 команды.

## Отборочный турнир
Жеребьёвка отборочного турнира прошла в Варшаве 7 февраля 2010 года. Для жеребьёвки 51 сборная была разбита на 6 корзин: в корзинах с первой по пятую находились по 9 сборных, в шестой корзине — 6 сборных. Впервые для «посева» команд в корзины использовалась новая система подсчёта рейтинга сборных. Рейтинг основан на результатах выступления команд в отборочных и финальных турнирах ЧМ-2006 и Евро-2008, а также в отборочном турнире ЧМ-2010, в отличие от старой системы подсчёта (действовавшей до мая 2008 года), которая учитывала результаты команд только на квалификационных этапах. По результатам жеребьёвки сборные были разбиты на 9 групп: 6 групп по 6 команд и 3 группы по 5 команд. Девять победителей групп и одна лучшая сборная из тех, кто заняли вторые места, вышли напрямую на Евро-2012. Остальные 8 сборных, занявших вторые места в своих группах, разыграли четыре путёвки на континентальное первенство в стыковых матчах. В итоге определились 14 финалистов, которые вместе с организаторами турнира — Польшей и Украиной — приняли участие в финальной стадии Евро-2012.

### Сборные, прошедшие квалификацию
| Сборная    | Квалифицировалась как        | Дата выхода в финальный турнир | Участие в финальном турнире | Подряд | В последний раз | Лучший результат           | Место в рейтинге ФИФА на 6 июня 2012 |
| ---------- | ---------------------------- | ------------------------------ | --------------------------- | ------ | --------------- | -------------------------- | ------------------------------------ |
| Польша     | Организатор                  | 17 апреля 2007                 | 2                           | 2      | 2008            | Групповой турнир (2008)    | 62                                   |
| Украина    | Организатор                  | 17 апреля 2007                 | 1                           | 1      | дебют           | дебют                      | 52                                   |
| Германия   | Победитель группы A          | 2 сентября 2011                | 11                          | 11     | 2008            | Чемпион (1972, 1980, 1996) | 3                                    |
| Россия     | Победитель группы B          | 11 октября 2011                | 4                           | 3      | 2008            | 1/2 финала (2008)          | 13                                   |
| Италия     | Победитель группы C          | 6 сентября 2011                | 8                           | 5      | 2008            | Чемпион (1968)             | 12                                   |
| Франция    | Победитель группы D          | 11 октября 2011                | 8                           | 6      | 2008            | Чемпион (1984, 2000)       | 14                                   |
| Нидерланды | Победитель группы E          | 6 сентября 2011                | 9                           | 7      | 2008            | Чемпион (1988)             | 4                                    |
| Англия     | Победитель группы G          | 7 октября 2011                 | 8                           | —      | 2004            | 3-е место (1968, 1996)     | 6                                    |
| Греция     | Победитель группы F          | 11 октября 2011                | 4                           | 3      | 2008            | Чемпион (2004)             | 15                                   |
| Дания      | Победитель группы H          | 11 октября 2011                | 8                           | —      | 2004            | Чемпион (1992)             | 9                                    |
| Испания    | Победитель группы I          | 6 сентября 2011                | 9                           | 5      | 2008            | Чемпион (1964, 2008)       | 1                                    |
| Швеция     | Лучшая вторая команда        | 11 октября 2011                | 5                           | 4      | 2008            | 3-е место (1992)           | 17                                   |
| Хорватия   | Победитель в стыковых матчах | 15 ноября 2011                 | 4                           | 3      | 2008            | 1/4 финала (1996, 2008)    | 8                                    |
| Чехия      | Победитель в стыковых матчах | 15 ноября 2011                 | 4                           | 4      | 2008            | 2-е место (1996)           | 27                                   |
| Ирландия   | Победитель в стыковых матчах | 15 ноября 2011                 | 2                           | —      | 1988            | Групповой турнир (1988)    | 18                                   |
| Португалия | Победитель в стыковых матчах | 15 ноября 2011                 | 5                           | 4      | 2008            | 2-е место (2004)           | 10                                   |

## Финальный турнир

### Жеребьёвка
Жеребьёвка распределения команд на групповой этап финального турнира состоялась 2 декабря 2011 года в 19:00 по местному времени в Киеве, в Национальном дворце искусств «Украина».

#### Посев команд
Перед жеребьёвкой команды, прошедшие в финальный турнир, распределены по корзинам следующим образом:
| Корзина 1  | Корзина 1 |
| Команда    | Коэфф.    |
| ---------- | --------- |
| Украина    | 28,029    |
| Польша     | 23,806    |
| Испания    | 43,116    |
| Нидерланды | 40,860    |

| Корзина 2 | Корзина 2 |
| Команда   | Коэфф.    |
| --------- | --------- |
| Германия  | 40,446    |
| Италия    | 34,357    |
| Англия    | 33,563    |
| Россия    | 33,212    |

| Корзина 3  | Корзина 3 |
| Команда    | Коэфф.    |
| ---------- | --------- |
| Хорватия   | 33,003    |
| Греция     | 32,455    |
| Португалия | 31,717    |
| Швеция     | 31,675    |

| Корзина 4 | Корзина 4 |
| Команда   | Коэфф.    |
| --------- | --------- |
| Дания     | 31,205    |
| Франция   | 30,508    |
| Чехия     | 29,602    |
| Ирландия  | 28,576    |

Первые позиции в группе A и в группе D занимают команды стран, организующих проведение чемпионата — Польши и Украины соответственно.
Жеребьёвка началась с Корзины 1, чтобы заполнить первую позицию в группе B и в группе C. Затем прошла жеребьёвка для Корзины 4, из которой по одной команде было последовательно распределено в каждую группу, от группы A до группы D. Затем эта же процедура повторилась для Корзины 3 и, наконец, для Корзины 2.
Позиция каждой команды в её группе (2, 3 или 4) также определилась во время жеребьёвки.
В рамках этой церемонии был представлен официальный мяч чемпионата Европы по футболу 2012.
Болельщики команд, прошедших в финальный турнир, имеют возможность подать заявки через веб-сайт UEFA.com на приобретение билетов, зарезервированных за соответствующей футбольной ассоциацией.

### Главные тренеры и капитаны команд участников
| Сборная    | Тренер              | Капитан            |
| ---------- | ------------------- | ------------------ |
| Польша     | Францишек Смуда     | Якуб Блащиковский  |
| Украина    | Олег Блохин         | Андрей Шевченко    |
| Германия   | Йоахим Лёв          | Филипп Лам         |
| Россия     | Дик Адвокат         | Андрей Аршавин     |
| Италия     | Чезаре Пранделли    | Джанлуиджи Буффон  |
| Франция    | Лоран Блан          | Уго Льорис         |
| Нидерланды | Берт ван Марвейк    | Марк ван Боммел    |
| Греция     | Фернанду Сантуш     | Йоргос Карагунис   |
| Англия     | Рой Ходжсон         | Стивен Джеррард    |
| Дания      | Мортен Ольсен       | Даниэль Аггер      |
| Испания    | Висенте дель Боске  | Икер Касильяс      |
| Швеция     | Эрик Хамрен         | Златан Ибрагимович |
| Хорватия   | Славен Билич        | Дарио Срна         |
| Чехия      | Михал Билек         | Томаш Росицкий     |
| Ирландия   | Джованни Трапаттони | Робби Кин          |
| Португалия | Паулу Бенту         | Криштиану Роналду  |

### Составы команд
Согласно регламенту, составы команд-участниц чемпионата были объявлены за десять дней до первого матча турнира. Всего в заявку могли внести 23 футболиста (включая трёх вратарей). Замена серьёзно травмированных игроков разрешается за 24 часа перед первой игрой на чемпионате.

### Судьи

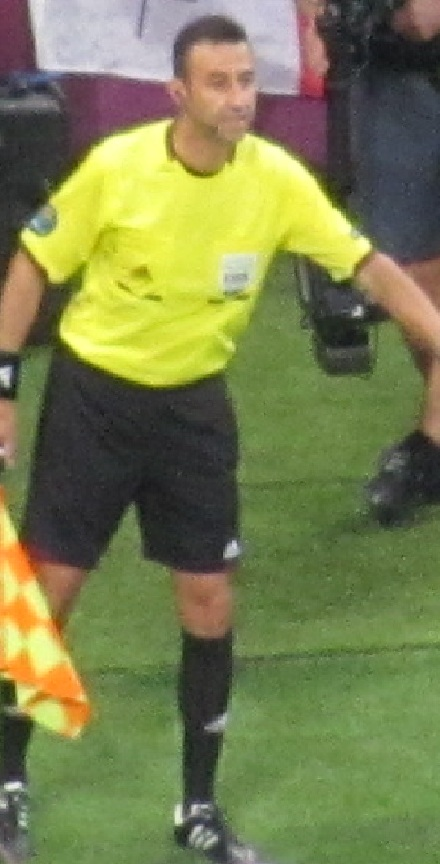
Ренато Фаверани

Список главных судей, утверждённый УЕФА для обслуживания матчей чемпионата Европы, был объявлен 20 декабря 2011 года:
| Футбольная ассоциация | Судья                   | Помощники судьи                            | Помощники судьи                            | Матчи |
| --------------------- | ----------------------- | ------------------------------------------ | ------------------------------------------ | --- |
| Англия                | Говард Уэбб             | Майкл Малларки Питер Киркап                | Мартин Аткинсон Марк Клаттенбург           | Россия — Чехия (Группа A) Италия — Хорватия (Группа C) Чехия — Португалия (Четвертьфинал)                          |
| Венгрия               | Виктор Кашшаи           | Габор Эрёш Дьёрдь Ринг                     | Иштван Вад Тамаш Богнар                    | Испания — Италия (Группа C) Англия — Украина (Группа D)                                                            |
| Германия              | Вольфганг Штарк         | Ян-Хендрик Зальфер Мике Пиккель            | Флориан Майер Дениз Айтекин                | Польша — Россия (Группа A) Хорватия — Испания (Группа C)                                                           |
| Испания               | Карлос Веласко Карбальо | Роберто Алонсо Фернандес Хуан Юсте Хименес | Давид Фернандес Борбалан Карлос Клос Гомес | Польша — Греция (Группа A) Дания — Германия (Группа B)                                                             |
| Италия                | Никола Риццоли          | Ренато Фаверани Андреа Стефани             | Джанлука Рокки Паоло Тальявенто            | Франция — Англия (Группа D) Португалия — Нидерланды (Группа B) Испания — Франция (Четвертьфинал)                   |
| Нидерланды            | Бьорн Кёйперс           | Сандер ван Рукел Эрвин Зейнстра            | Пол ван Букел Ричард Лисвелд               | Ирландия — Хорватия (Группа C) Украина — Франция (Группа D)                                                        |
| Португалия            | Педру Проэнса           | Бертину Миранда Рикарду Сантуш             | Жорже Соуза Дуарте Гомеш                   | Испания — Ирландия (Группа C) Швеция — Франция (Группа D) Англия — Италия (Четвертьфинал) Испания — Италия (Финал) |
| Словения              | Дамир Скомина           | Примож Архар Матей Жунич                   | Матей Юг Славко Винчич                     | Нидерланды — Дания (Группа B) Швеция — Англия (Группа D) Германия — Греция (Четвертьфинал)                         |
| Турция                | Джюнейт Чакыр           | Бахаттин Дуран Тарик Энгюн                 | Хюсейин Гёчек Бюлент Йылдырым              | Украина — Швеция (Группа D) Италия — Ирландия (Группа C) Португалия — Испания (Полуфинал)                          |
| Франция               | Стефан Ланнуа           | Фредерик Кано Микаэль Аннонье              | Фреди Фотрель Рудди Буке                   | Германия — Португалия (Группа B) Греция — Чехия (Группа A) Германия — Италия (Полуфинал)                           |
| Швеция                | Юнас Эрикссон           | Стефан Виттберг Матиас Класениус           | Маркус Стрёмбергссон Стефан Юханнессон     | Нидерланды — Германия (Группа B) Греция — Россия (Группа A)                                                        |
| Шотландия             | Крейг Томсон            | Аласдейр Росс Дерек Роуз                   | Уильям Коллам Юэн Норрис                   | Дания — Португалия (Группа B) Чехия — Польша (Группа A)                                                            |

Следующие четыре арбитра утверждены в качестве дополнительных судей, которые находятся на линиях ворот, в рамках продолжения эксперимента, начатого Международным советом ФИФА и запущенного в ряде игр Лиги чемпионов УЕФА и Лиги Европы УЕФА. Чемпионат Европы 2012 стал первым чемпионатом, матчи которого обслуживались пятью судьями.

### Резервные судьи

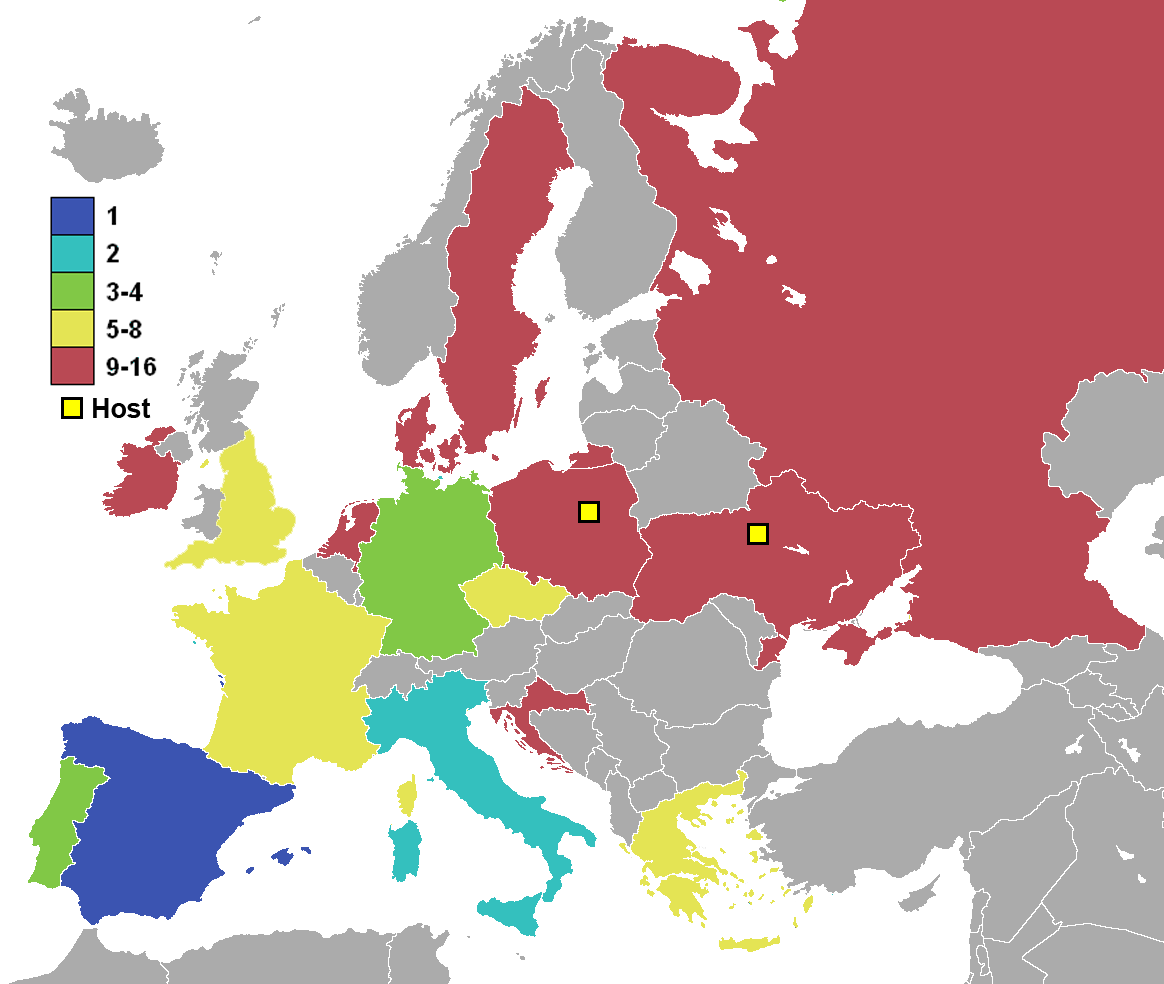
Участники чемпионата

| Футбольная ассоциация | Судья          |
| --------------------- | -------------- |
| Норвегия              | Том Хаген      |
| Польша                | Марцин Борский |
| Украина               | Виктор Швецов  |
| Чехия                 | Павел Краловец |

### Экипировка команд
| Бренд  | # | Сборные                                           |
| ------ | - | ------------------------------------------------- |
| Adidas | 6 | Германия, Греция, Дания, Испания, Россия, Украина |
| Nike   | 5 | Нидерланды, Португалия, Хорватия, Польша, Франция |
| Umbro  | 3 | Ирландия, Швеция, Англия                          |
| Puma   | 2 | Италия, Чехия                                     |

### Определение мест команд в групповом раунде
В групповом раунде место команды определяется количеством набранных очков: чем больше очков, тем выше место. В случае, если у двух или более сборных совпадает количество очков, используются следующие критерии (п. 8.07):
a) большее количество очков, набранных в личных встречах между претендентами;
b) лучшая разница мячей в личных встречах между претендентами;
c) большее количество голов в личных встречах между претендентами;
d) Если после применения критериев от «а» до «с» две команды по-прежнему имеют равные показатели, для определения итогового турнирного положения критерии от «а» до «с» применяются исключительно к матчам с участием этих двух команд. Если и эта процедура не позволяет принять окончательное решение, то используются критерии от «е» до «i»:
e) лучшая разница мячей во всех матчах группового этапа;
f) большее количество забитых мячей во всех матчах группового этапа;
g) позиция в рейтинге коэффициентов национальных сборных УЕФА;
h) поведение команд в духе «фэйр-плей» в финальном турнире;
i) жребий.
Критерий «i» не применяется в следующем случае: если сборные, у которых совпадают показатели от «а» до «f», играют друг с другом в последнем туре группового этапа, то в случае ничьи в основное время проводится серия пенальти. Победитель занимает более высокое место в таблице группы.

## Групповой этап

### Группа A
| Поз | Команда    | И | В | Н | П | МЗ | МП | РМ | О | Квалификация     |
| --- | ---------- | - | - | - | - | -- | -- | -- | - | ---------------- |
| 1   | Чехия      | 3 | 2 | 0 | 1 | 4  | 5  | −1 | 6 | Выход в плей-офф |
| 2   | Греция     | 3 | 1 | 1 | 1 | 3  | 3  | 0  | 4 | Выход в плей-офф |
| 3   | Россия     | 3 | 1 | 1 | 1 | 5  | 3  | +2 | 4 |                  |
| 4   | Польша (Х) | 3 | 0 | 2 | 1 | 2  | 3  | −1 | 2 |                  |

1. 1 2  Команды ранжированы по результату очной встречи (Греция 1:0 Россия).

| Польша             | 1:1     | Греция            |
| ------------------ | ------- | ----------------- |
| - Левандовский 17′ | (отчёт) | - Салпингидис 51′ |

| Россия                                            | 4:1     | Чехия        |
| ------------------------------------------------- | ------- | ------------ |
| - Дзагоев 15′, 79′ - Широков 24′ - Павлюченко 82′ | (отчёт) | - Пиларж 52′ |

| Греция      | 1:2     | Чехия                    |
| ----------- | ------- | ------------------------ |
| - Гекас 53′ | (отчёт) | - Йирачек 3′ - Пиларж 6′ |

| Польша             | 1:1     | Россия        |
| ------------------ | ------- | ------------- |
| - Блащиковский 57′ | (отчёт) | - Дзагоев 37′ |

| Чехия         | 1:0     | Польша |
| ------------- | ------- | ------ |
| - Йирачек 72′ | (отчёт) |        |

| Греция            | 1:0     | Россия |
| ----------------- | ------- | ------ |
| - Карагунис 45+2′ | (отчёт) |        |

### Группа B
| Поз | Команда    | И | В | Н | П | МЗ | МП | РМ | О | Квалификация     |
| --- | ---------- | - | - | - | - | -- | -- | -- | - | ---------------- |
| 1   | Германия   | 3 | 3 | 0 | 0 | 5  | 2  | +3 | 9 | Выход в плей-офф |
| 2   | Португалия | 3 | 2 | 0 | 1 | 5  | 4  | +1 | 6 | Выход в плей-офф |
| 3   | Дания      | 3 | 1 | 0 | 2 | 4  | 5  | −1 | 3 |                  |
| 4   | Нидерланды | 3 | 0 | 0 | 3 | 2  | 5  | −3 | 0 |                  |

| Нидерланды | 0:1     | Дания           |
| ---------- | ------- | --------------- |
|            | (отчёт) | - Крон-Дели 24′ |

| Германия    | 1:0     | Португалия |
| ----------- | ------- | ---------- |
| - Гомес 24′ | (отчёт) |            |

| Дания              | 2:3     | Португалия                            |
| ------------------ | ------- | ------------------------------------- |
| - Бентнер 41′, 80′ | (отчёт) | - Пепе 24′ - Поштига 36′ - Варела 87′ |

| Нидерланды      | 1:2     | Германия         |
| --------------- | ------- | ---------------- |
| - Ван Перси 73′ | (отчёт) | - Гомес 24′, 38′ |

| Португалия                   | 2:1     | Нидерланды         |
| ---------------------------- | ------- | ------------------ |
| - Криштиану Роналду 28′, 74′ | (отчёт) | - Ван дер Варт 11′ |

| Дания           | 1:2     | Германия                     |
| --------------- | ------- | ---------------------------- |
| - Крон-Дели 24′ | (отчёт) | - Подольски 19′ - Бендер 80′ |

### Группа С
| Поз | Команда  | И | В | Н | П | МЗ | МП | РМ | О | Квалификация     |
| --- | -------- | - | - | - | - | -- | -- | -- | - | ---------------- |
| 1   | Испания  | 3 | 2 | 1 | 0 | 6  | 1  | +5 | 7 | Выход в плей-офф |
| 2   | Италия   | 3 | 1 | 2 | 0 | 4  | 2  | +2 | 5 | Выход в плей-офф |
| 3   | Хорватия | 3 | 1 | 1 | 1 | 4  | 3  | +1 | 4 |                  |
| 4   | Ирландия | 3 | 0 | 0 | 3 | 1  | 9  | −8 | 0 |                  |

| Испания        | 1:1     | Италия          |
| -------------- | ------- | --------------- |
| - Фабрегас 64′ | (отчёт) | - Ди Натале 61′ |

| Ирландия          | 1:3     | Хорватия                         |
| ----------------- | ------- | -------------------------------- |
| - Сент-Леджер 19′ | (отчёт) | - Манджукич 3′, 49′ - Елавич 43′ |

| Италия      | 1:1     | Хорватия        |
| ----------- | ------- | --------------- |
| - Пирло 39′ | (отчёт) | - Манджукич 72′ |

| Испания                                      | 4:0     | Ирландия |
| -------------------------------------------- | ------- | -------- |
| - Торрес 4′, 70′ - Сильва 49′ - Фабрегас 83′ | (отчёт) |          |

| Хорватия | 0:1     | Испания     |
| -------- | ------- | ----------- |
|          | (отчёт) | - Навас 88′ |

| Италия                        | 2:0     | Ирландия |
| ----------------------------- | ------- | -------- |
| - Кассано 35′ - Балотелли 90′ | (отчёт) |          |

### Группа D
| Поз | Команда     | И | В | Н | П | МЗ | МП | РМ | О | Квалификация     |
| --- | ----------- | - | - | - | - | -- | -- | -- | - | ---------------- |
| 1   | Англия      | 3 | 2 | 1 | 0 | 5  | 3  | +2 | 7 | Выход в плей-офф |
| 2   | Франция     | 3 | 1 | 1 | 1 | 3  | 3  | 0  | 4 | Выход в плей-офф |
| 3   | Украина (Х) | 3 | 1 | 0 | 2 | 2  | 4  | −2 | 3 |                  |
| 4   | Швеция      | 3 | 1 | 0 | 2 | 5  | 5  | 0  | 3 |                  |

1. 1 2  Команды ранжированы по результату очной встречи (Украина 2:1 Швеция).

| Франция     | 1:1     | Англия        |
| ----------- | ------- | ------------- |
| - Насри 39′ | (отчёт) | - Лескотт 30′ |

| Украина             | 2:1     | Швеция            |
| ------------------- | ------- | ----------------- |
| - Шевченко 55′, 61′ | (отчёт) | - Ибрагимович 52′ |

| Украина | 0:2     | Франция                 |
| ------- | ------- | ----------------------- |
|         | (отчёт) | - Менез 53′ - Кабай 56′ |

| Швеция                              | 2:3     | Англия                                   |
| ----------------------------------- | ------- | ---------------------------------------- |
| - Джонсон 49′ (авт.) - Мельберг 59′ | (отчёт) | - Кэрролл 23′ - Уолкотт 64′ - Уэлбек 78′ |

| Англия     | 1:0     | Украина |
| ---------- | ------- | ------- |
| - Руни 48′ | (отчёт) |         |

| Швеция                            | 2:0     | Франция |
| --------------------------------- | ------- | ------- |
| - Ибрагимович 54′ - Ларссон 90+1′ | (отчёт) |         |

## Плей-офф

### Сетка
|  | Четвертьфиналы    | Четвертьфиналы    |                  |       | Полуфиналы | Полуфиналы |  |  | Финал | Финал |
|  |                   |                   |                  |       |            |            |  |  |       |       |
|  | 21 июня — Варшава |                   |                  |       |            |            |  |  |       |       |
|  |                   |                   |                  |       |            |            |  |  |       |       |
|  | Чехия             | 0                 |                  |       |            |            |  |  |       |       |
|  | Чехия             | 0                 | 27 июня — Донецк |       |            |            |  |  |       |       |
|  | Португалия        | 1                 |                  |       |            |            |  |  |       |       |
|  | Португалия        | 1                 | Португалия       | 0 (2) |            |            |  |  |       |       |
|  | 23 июня — Донецк  |                   | Португалия       | 0 (2) |            |            |  |  |       |       |
|  |                   | Испания (пен.)    | 0 (4)            |       |            |            |  |  |       |       |
|  | Испания           | Испания (пен.)    | 0 (4)            | 2     |            |            |  |  |       |       |
|  | Испания           |                   | 1 июля — Киев    | 2     |            |            |  |  |       |       |
|  | Франция           | 0                 |                  |       |            |            |  |  |       |       |
|  | Франция           | 0                 | Испания          | 4     |            |            |  |  |       |       |
|  | 22 июня — Гданьск |                   | Испания          | 4     |            |            |  |  |       |       |
|  |                   | Италия            | 0                |       |            |            |  |  |       |       |
|  | Германия          | Италия            | 0                | 4     |            |            |  |  |       |       |
|  | Германия          | 28 июня — Варшава |                  | 4     |            |            |  |  |       |       |
|  | Греция            | 2                 |                  |       |            |            |  |  |       |       |
|  | Греция            | 2                 | Германия         | 1     |            |            |  |  |       |       |
|  | 24 июня — Киев    |                   | Германия         | 1     |            |            |  |  |       |       |
|  |                   | Италия            | 2                |       |            |            |  |  |       |       |
|  | Англия            | Италия            | 2                | 0 (2) |            |            |  |  |       |       |
|  | Англия            |                   |                  | 0 (2) |            |            |  |  |       |       |
|  | Италия (пен.)     | 0 (4)             |                  |       |            |            |  |  |       |       |
|  | Италия (пен.)     | 0 (4)             |                  |       |            |            |  |  |       |       |

### Четвертьфиналы
| Чехия | 0:1     | Португалия              |
| ----- | ------- | ----------------------- |
|       | (отчёт) | - Криштиану Роналду 79′ |

| Германия                                      | 4:2     | Греция                                 |
| --------------------------------------------- | ------- | -------------------------------------- |
| - Лам 39′ - Хедира 61′ - Клозе 68′ - Ройс 74′ | (отчёт) | - Самарас 55′ - Салпингидис 89′ (пен.) |

| Испания                    | 2:0     | Франция |
| -------------------------- | ------- | ------- |
| - Алонсо 19′, 90+1′ (пен.) | (отчёт) |         |

| Англия                         | 0:0 (доп. вр.) | Италия                                                |
| ------------------------------ | -------------- | ----------------------------------------------------- |
|                                | (отчёт)        |                                                       |
| Пенальти                       |                |                                                       |
| - Джеррард - Руни - Янг - Коул | 2:4            | - Балотелли - Монтоливо - Пирло - Ночерино - Дьяманти |

### Полуфиналы
| Португалия                       | 0:0 (доп. вр.) | Испания                                      |
| -------------------------------- | -------------- | -------------------------------------------- |
|                                  | (отчёт)        |                                              |
| Пенальти                         |                |                                              |
| - Моутинью - Пепе - Нани - Алвеш | 2:4            | - Алонсо - Иньеста - Пике - Рамос - Фабрегас |

| Германия             | 1:2     | Италия               |
| -------------------- | ------- | -------------------- |
| - Озиль 90+2′ (пен.) | (отчёт) | - Балотелли 20′, 36′ |

### Финал
| Испания                                          | 4:0     | Италия |
| ------------------------------------------------ | ------- | ------ |
| - Сильва 14′ - Альба 41′ - Торрес 84′ - Мата 88′ | (отчёт) |        |

## Чемпион
| Чемпион Европы по футболу 2012 |
| Испания Третий титул           |

## Статистика

### Награды
2 июля 2012 года техническая группа УЕФА определила символическую сборную турнира, состоящую из 23 лучших игроков по итогам чемпионата. В итоговую сборную вошло десять игроков из состава сборной Испании. Также группа технического анализа УЕФА, приняв во внимание мнения болельщиков, назвала лучшего игрока турнира. Им стал полузащитник испанской сборной Андрес Иньеста. Лучшим бомбардиром стал ещё один представитель Испании — Фернандо Торрес, с тремя мячами (помимо него, ещё пять игроков забили по 3 мяча, но из них всех Торрес провёл на поле наименьшее время — 189 минут).
Символическая сборная
| Вратари                                             | Защитники                                                                      | Полузащитники | Нападающие                                                                                    |
| --------------------------------------------------- | ------------------------------------------------------------------------------ | --- | --------------------------------------------------------------------------------------------- |
| - Джанлуиджи Буффон - Икер Касильяс - Мануэль Нойер | - Жерар Пике - Фабиу Коэнтрау - Филипп Лам - Серхио Рамос - Пепе - Жорди Альба | - Даниеле Де Росси - Стивен Джеррард - Хави - Андрес Иньеста - Сами Хедира - Серхио Бускетс - Месут Озил - Андреа Пирло - Хаби Алонсо | - Марио Балотелли - Франсеск Фабрегас - Криштиану Роналду - Златан Ибрагимович - Давид Сильва |

Лучший игрок турнира
- Андрес Иньеста

### Бомбардиры
3 мяча
| - Марио Гомес - Фернандо Торрес | - Марио Балотелли - Криштиану Роналду | - Алан Дзагоев - Марио Манджукич |

2 гола
- Димитрис Салпингидис (1 ― с пенальти)
- Никлас Бентнер
- Микаэль Крон-Дели
- Хаби Алонсо
- Давид Сильва
- Франсеск Фабрегас
- Андрей Шевченко
- Петр Йирачек
- Вацлав Пиларж
- Златан Ибрагимович

1 гол
- Энди Кэрролл
- Джолеон Лескотт
- Уэйн Руни
- Тео Уолкотт
- Дэнни Уэлбек
- Ларс Бендер
- Мирослав Клозе
- Филипп Лам
- Месут Озиль
- Лукас Подольски
- Марко Ройс
- Сами Хедира
- Теофанис Гекас
- Георгиос Карагунис
- Йоргос Самарас
- Шон Сент-Леджер
- Жорди Альба
- Хуан Мата
- Хесус Навас
- Антонио Ди Натале
- Андреа Пирло
- Антонио Кассано
- Рафаэл ван дер Варт
- Робин ван Перси
- Якуб Блащиковский
- Роберт Левандовский
- Силвестре Варела
- Пепе
- Элдер Поштига
- Роман Павлюченко
- Роман Широков
- Самир Насри
- Жереми Менез
- Йоан Кабай
- Никица Елавич
- Себастиан Ларссон
- Улоф Мельберг

В скобках указано число голов, забитых с пенальти.

### Автоголы
1 мяч
| - Глен Джонсон |

### Дисквалификации
| Страна, спортсмен       | Нарушения                                                  | Пропущенные матчи                                  | Примечания                                       |
| ----------------------- | ---------------------------------------------------------- | -------------------------------------------------- | ------------------------------------------------ |
| Уэйн Руни               | в квалификации против Черногории                           | в группе D против Франции в группе D против Швеции |                                                  |
| Сократис Папастатопулос | в группе A против Польши                                   | в группе A против Чехии                            |                                                  |
| Войцех Щенсный          | в группе A против Греции                                   | в группе A против России                           |                                                  |
| Жером Боатенг           | в группе B против Португалии в группе B против Нидерландов | в группе B против Дании                            |                                                  |
| Йоргос Карагунис        | в группе A против Польши в группе A против России          | четвертьфинал против Германии                      |                                                  |
| Хосе Олебас             | в группе A против Польши в группе A против России          | четвертьфинал против Германии                      |                                                  |
| Кит Эндрюс              | в группе C против Италии                                   | квалификационный против Казахстана                 | пропустил матч в квалификации ЧМ-2014 (Группа C) |
| Филипп Мексес           | в группе D против Украины в группе D против Швеции         | четвертьфинал против Испании                       |                                                  |
| Кристиан Маджо          | в группе C против Испании в четвертьфинале против Англии   | полуфинал против Германии                          |                                                  |

## Запасные стадионы
По регламенту проведения чемпионата Европы по футболу, страны-хозяйки должны были предоставить по два запасных стадиона, на которые в случае какой-либо экстренной ситуации была бы перенесена игра, либо же на случай расширения состава участников с 16 до 24 команд (этот формат был реализован только в 2016 году). Однако в 2009 году УЕФА окончательно исключила запасные города и стадионы из списка городов-хозяев Евро-2012, в ответ на что власти исключённых городов подали жалобу в спортивный арбитраж.
| Польша                                                    | Польша                                              | Украина                                           | Украина                                       |
| Хожув                                                     | Краков                                              | Одесса                                            | Днепропетровск                                |
| --------------------------------------------------------- | --------------------------------------------------- | ------------------------------------------------- | --------------------------------------------- |
| Шлёнски Вместимость: 54 378 Домашняя арена сборной Польши | Городской стадион Вместимость: 33 130 Клуб: «Висла» | Черноморец Вместимость: 34 164 Клуб: «Черноморец» | Днепр Арена Вместимость: 31 003 Клуб: «Днепр» |
|                                                           |                                                     |                                                   |                                               |

## Билеты
Продажа билетов на футбольный матч в период проведения чемпионата осуществлялась по предъявлению документа, удостоверяющего личность, с обязательным указанием в билете фамилии, имени лица и предъявленного документа и его номера. Право продажи, передачи и использования билетов на любое мероприятие UEFA принадлежит предназначенному лицу (уполномоченному от Союза европейских футбольных ассоциаций компании и её работникам).
На матчи было напечатано 1,4 млн билетов стоимостью от 30 до 600 евро. Как сообщила УЕФА 1 февраля 2011 года, все билеты, пущенные в свободную продажу (75 процентов), будут продаваться только на сайте УЕФА и только по безналичному расчёту через Интернет и только до конца марта 2012 года. Позднее билеты продаваться не будут. Жителям городов, где проводятся матчи, выделяется в продажу по 2000 билетов на город на один матч. Первым человеком, заказавшим себе билет на чемпионат, стал гражданин Южной Кореи, купивший билет 1 февраля 2011.
В наличии имелись пять видов билетов:
- Individual Match Tickets дают возможность выбрать комбинацию матчей согласно вашим пожеланиям.
- Комплект билетов Follow My Team Group даёт возможность посетить все три групповых матча с участием выбранной вами команды.
- Комплект билетов Follow My Team Tournament даёт возможность посетить все матчи вплоть до финала с участием выбранной команды (в зависимости от того, насколько успешным будет её выступление на турнире), а в случае досрочного выбывания команды из борьбы покупателю возвращается часть стоимости билетов.
- Комплект билетов Venue Series Group даёт возможность посетить все матчи групповой стадии на выбранном стадионе.
- Комплект билетов Venue Series Knockout Stage давал возможность посетить все матчи стадии плей-офф на выбранном стадионе (Варшава, Киев, Донецк), на каждом из которых прошли по два матча стадии плей-офф.

Поскольку заявок ожидается в несколько раз больше, чем билетов, билеты между подавшими заявки на их покупку будут разыграны. Также предусмотрен электронный возврат билетов.

## Спонсоры
У чемпионата было 11 мировых спонсоров:
- Adidas
- Canon[14]
- Castrol
- Coca-Cola[15]
- Continental[16]
- Orange and Telekomunikacja Polska[17]
- Hyundai-Kia
- Carlsberg[18]
- McDonalds[19]
- SHARP[20]

### Спонсоры стран-организаторов

#### Украина
- Укртелеком
- Эпицентр
- Ukrsotsbank PJSC[21]

#### Польша
- E. Wedel[22]
- Bank Pekao
- Mastercard

## Символы и атрибуты

### Логотип турнира

Официальный логотип чемпионата

Официальный логотип ЕВРО-2012 был представлен 14 декабря 2009 года президентом УЕФА Мишелем Платини и главами футбольных союзов стран-организаторов турнира. В основе эмблемы — цветок с лепестками, символизирующими каждую из стран-участниц. В середине композиции расположен футбольный мяч, который олицетворяет эмоции и страсть турнира. Стебель цветка обозначает структурный аспект континентального первенства, УЕФА и европейский футбол. Визуальная концепция неразрывно связана с темой природы. На официальном логотипе турнира гармонично сочетаются зелёный лес, жёлтое солнце, голубые вода и небо, фиолетовая ежевика. Яркие тона являются центральным элементом цветовой палитры, которая будет использоваться в визуальном оформлении турнира.

### Талисманы

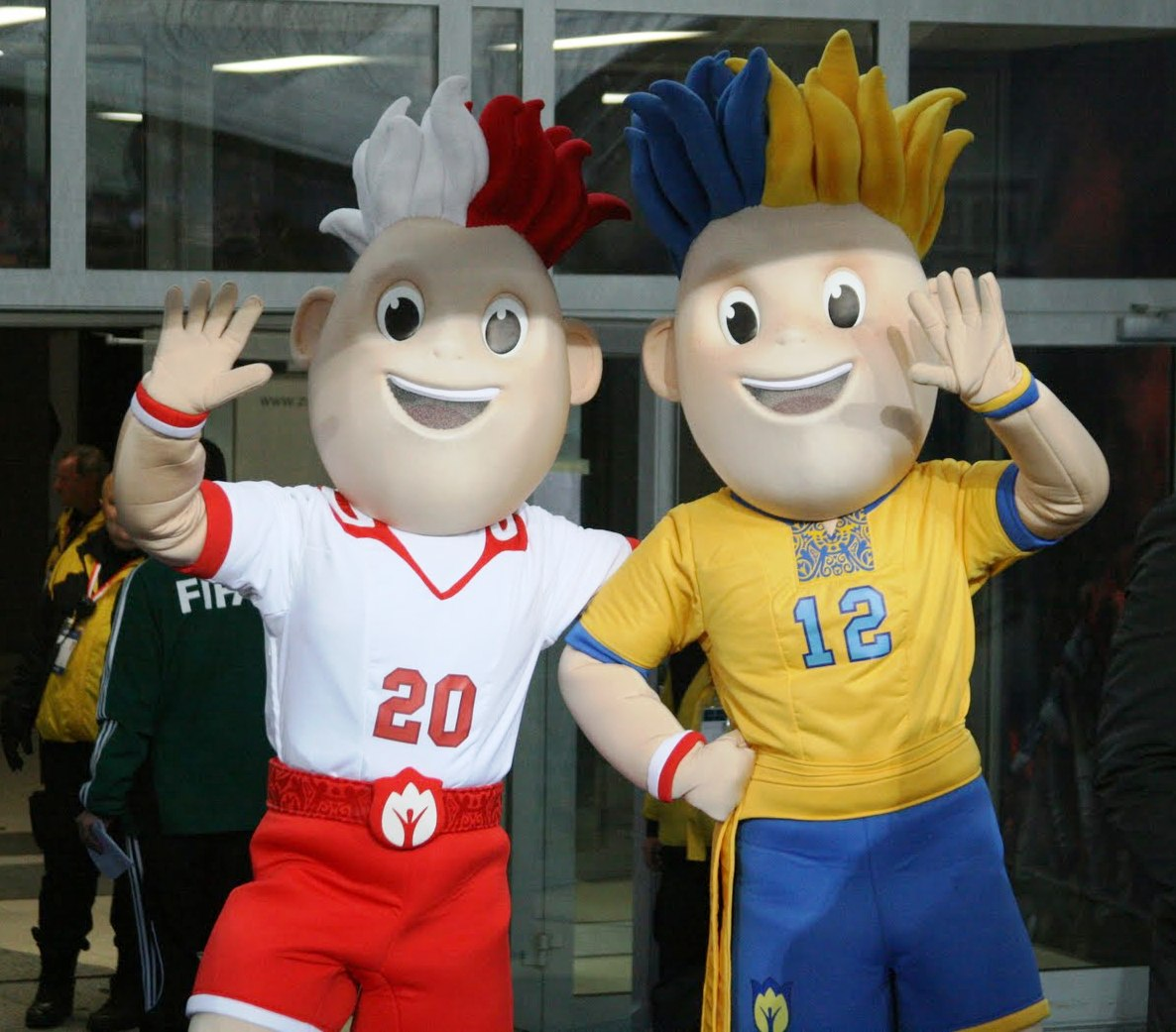
Славек и Славко

УЕФА предложило три варианта имён для талисманов:
- Славек и Славко
- Симко и Стримко
- Клемек и Ладко

По результатам голосования, в котором приняли участие 39 233 болельщика, талисманы ЕВРО-2012 в Польше и на Украине получили имена Славек и Славко. Набрав 56 % голосов, Славек и Славко победили в голосовании с большим отрывом, опередив другие варианты. Голосование проходило на официальном сайте УЕФА, в украинских и польских ресторанах McDonald’s, а также в ходе турне талисманов по восьми городам, которым предстояло принимать матчи чемпионата.
Одежда каждого из персонажей представлена в национальных цветах — красно-белый (Польша) и сине-жёлтый (Украина), волосы талисманов также окрашены в национальную расцветку. Украинский талисман одет в национальную одежду — вышиванку и пояс. Каждый талисман имеет свой номер: польский талисман — 20, а украинский — 12, что вместе составляет 2012 год.

### Официальный мяч турнира
Официальным футбольным мячом турнира являлся продукт компании Adidas под названием «Tango 12». Мяч стал шестой моделью в этом ряду. Первый «Tango» появился на Чемпионате мира 1978 года в Аргентине. Предыдущие модели «Tango» использовались на трёх прошлых чемпионатах Европы. Презентация официального мяча прошла на главной арене Евро-2012 НСК Олимпийский в Киеве, где выставили напоказ его увеличенную копию.

### Официальный гимн турнира
Официальной песней чемпионата стала «Endless Summer» (рус. «Бесконечное лето») в исполнении немецкой певицы Осеаны.

### Девиз турнира
Чемпионат прошёл под лозунгом «Создаём историю вместе» (англ. «Creating History Together», пол. «Razem tworzymy przyszłość», укр. «Творимо історію разом»). Турнир, который приняли города Польши и Украины, вошёл в историю как первый чемпионат Старого Света, проведённый на территории Центральной и Восточной Европы.

### Девизы сборных

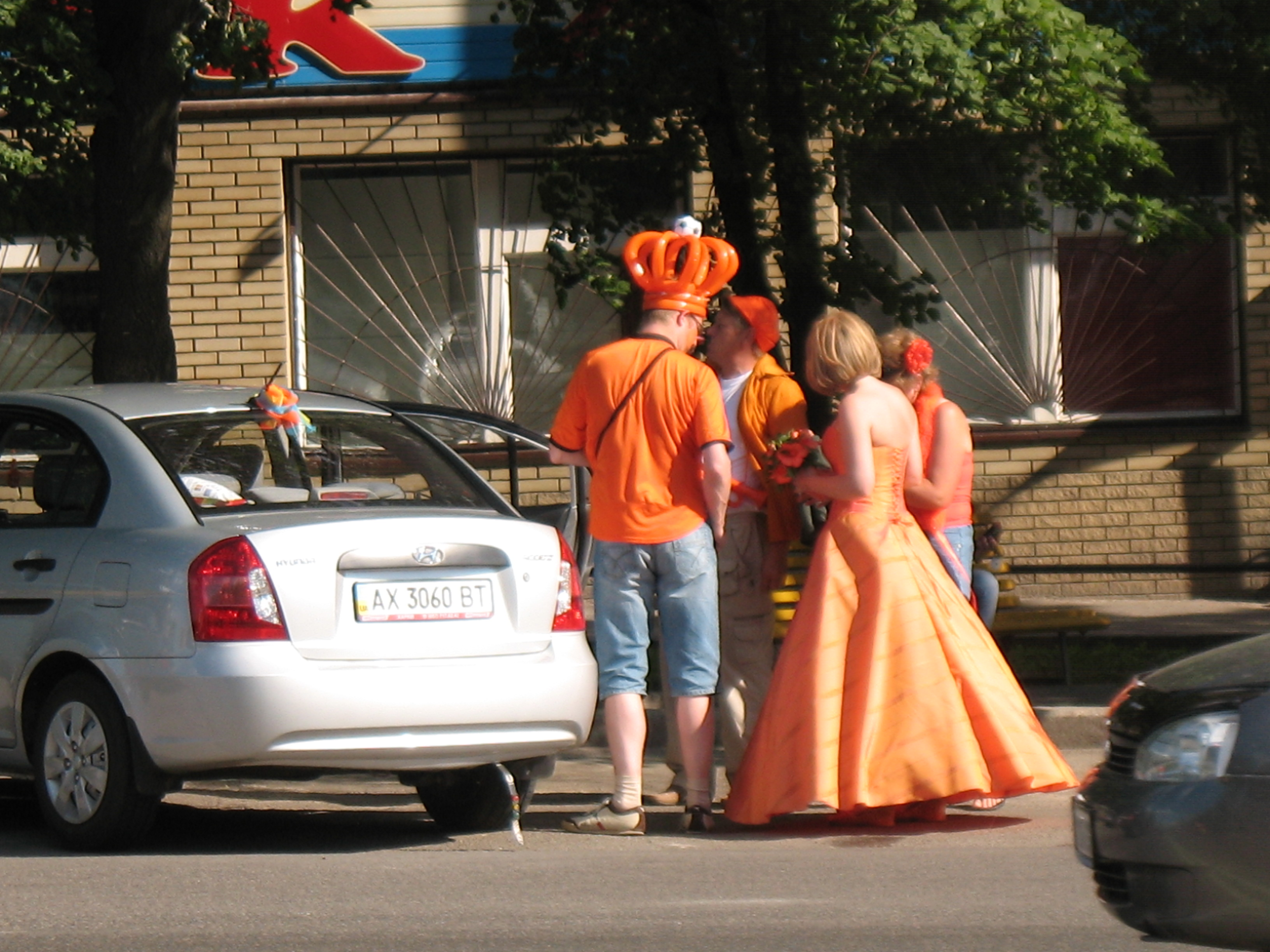

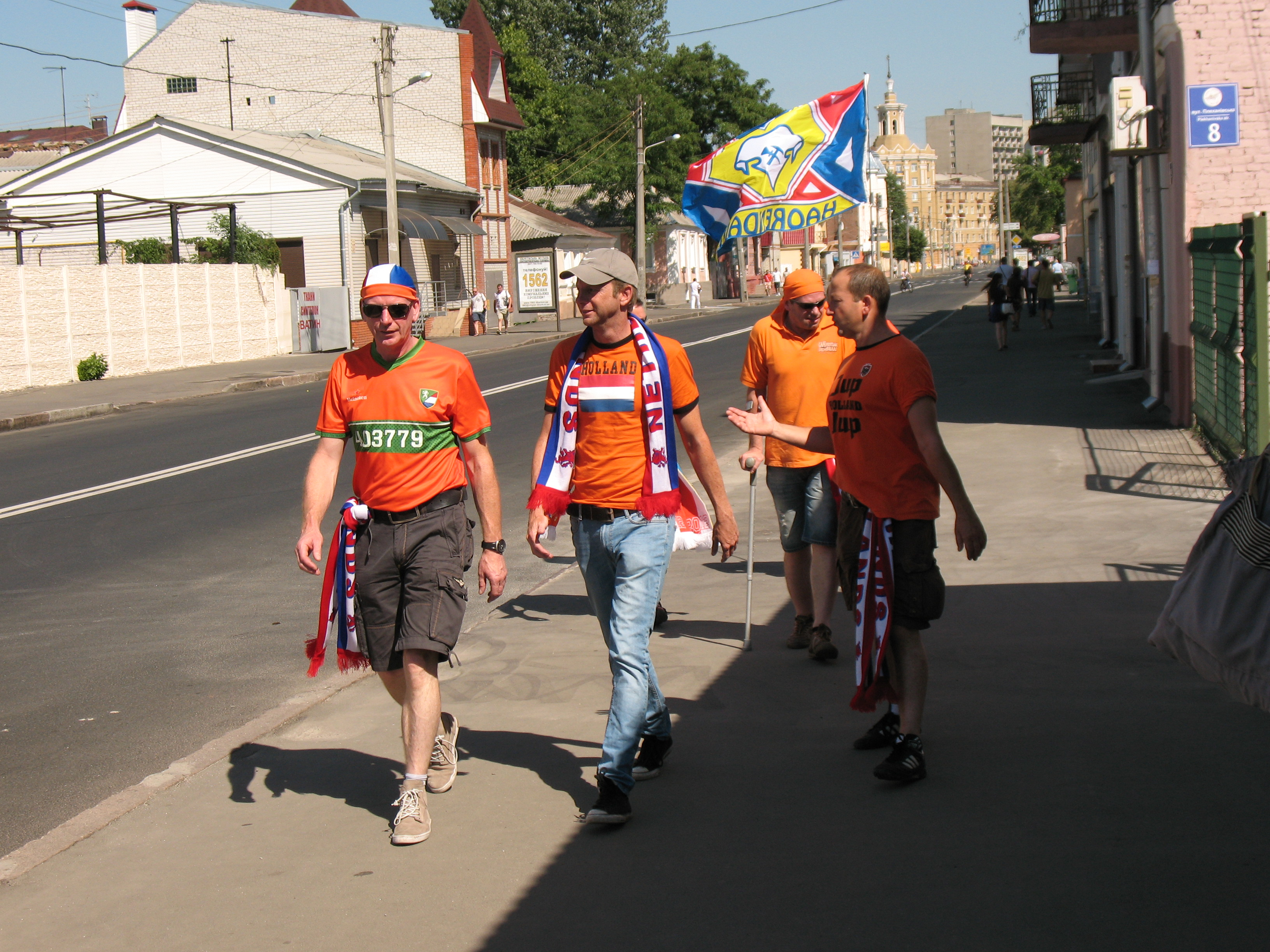
Голландские болельщики на чемпионате

Девизы были выбраны по результатам голосования организованного УЕФА и фирмой Hyundai. Данные слоганы были нанесены на автобусы, которые предоставлены 16 сборным-участникам чемпионата:
- Польша: «Когда все вместе — невозможное возможно»
- Украина: «Украинцы, наше время пришло!»
- Чехия: «Ваша поддержка — наша победа!»
- Греция: «Прирождённые воины!»
- Нидерланды: «Одиннадцать львов. Миллионы фанов. Вместе мы сильны!»
- Германия: «Игра за игрой к великой цели!»
- Португалия: «Здесь бьются 10 миллионов сердец»
- Дания: «Викинги без страха!»
- Испания: «Повод жить, повод мечтать. Да здравствует Испания!»
- Италия: «Раскрасим Европу в синий!»
- Хорватия: «Наша гордость — наша сила!»
- Ирландия: «Пусть за вас говорят ноги, а играет — сердце»
- Россия: «Играй с душой! Борись до конца!»
- Англия: «Один кубок, две страны, три льва!»
- Франция: «Новая история, новая мечта, одна цель!»
- Швеция: «Будь там. Чувствуй. Поймай мечту»

## Скандалы
После утверждения Украины на проведение финальных матчей обнаружилось, что спешно отстроенные для них новые стадионы плохо спроектированы и не отвечают современным требованиям. Как выяснилось, бюджетные деньги выделялись строительным компаниям на их постройку в обмен на существенные скидки для чиновников, которые занимались распределением финансовых средств (см. коррупция на Украине).

### Фанаты
В Польше произошла серия драк с участием фанатов сборных, базировавшихся в стране: несмотря на предупреждения Высшей контрольной палаты об угрозе массовых беспорядков, все меры безопасности предпринять не удалось. Так, 12 июня перед матчем сборных России и Польши в Варшаве произошли несколько крупных драк с участием польских и российских болельщиков, после которых полиция арестовала около 180 человек. Согласно информации журналистов, большая часть задержанных — поляки, устроившие провокации против российских фанатов. Помимо этого, в Познани были зафиксированы стычки хорватских и польских фанатов.

### Не засчитанный гол Кашшаи
19 июня 2012 года судейство матча Англия — Украина в группе D вызвало волну критики из-за того, что не был засчитан гол нападающего сборной Украины Марко Девича на 62-й минуте матча заключительного раунда Евро-2012. Пьерлуиджи Коллина, возглавляющий судейский комитет в УЕФА, отверг заявление главного тренера украинской сборной Олега Блохина, что мяч прошёл за линию ворот на 50 см. «Это неправда. Мяч пересёк линию ворот буквально на считанные сантиметры. Тем не менее это ошибка». Это был последний матч, который судил Кашшаи на чемпионате, в дальнейшую команду арбитров он не вошёл.
Данная ошибка была раскритикована не только украинскими СМИ, но и английскими экспертами. Бывший футболист сборной Англии Крис Уоддл так прокомментировал эпизод:
И где та компьютерная технология, которая показывает, пересёк мяч линию ворот или нет? Джон Терри приложил много усилий, чтобы выбить мяч из ворот, но гол-таки был. Я не могу поверить в это. Они имеют лайнсмена и ещё одного судью на линии ворот. Он стоял совсем близко и не заметил гол. Невероятно!
Глава спортивного отдела британской телекомпании Би-би-си Фил Макналти так прокомментировал данный эпизод:
Это огромное спасение для Англии. Однако мяч после удара Марко Девича пересёк линию ворот до того, как его выбил Джон Терри. Судьи за воротами опять продемонстрировали своё бессилие».
 В итоге сборная Украины потерпела поражение со счётом 0:1 и не вышла в 1/4 финала. Ситуация по своей несправедливости напоминала матч англичан с немцами на предыдущем чемпионате мира, где не засчитали чистейший гол англичан, где мяч после отскока от перекладины и последующего гола тут же вернулся в поле. Главный тренер Украины Олег Блохин после игры остался недоволен судейством во время матча.
В то же время, формально данная судейская ошибка не имела принципиального значения: даже если гол был бы засчитан и матч завершился со счётом 1:1, то это не повлияло бы на итоговую расстановку команд в группе: Украина сравнялась бы по очкам с Францией (по 4), но не обошла бы её по результату личной встречи (поражение 0:2), а Англия набрала бы не 7, а 5 очков, но и в этом случае вышла бы из группы, причём также с первого места.

## Транспорт

### Воздушный транспорт
| Город   | Аэропорт                                   | Код IATA | Код ICAO |
| ------- | ------------------------------------------ | -------- | -------- |
| Варшава | Варшавский аэропорт имени Фредерика Шопена | WAW      | EPWA     |
| Гданск  | Гданьский аэропорт имени Леха Валенсы      | GDN      | EPGD     |
| Вроцлав | Вроцлавский аэропорт имени Коперника       | WRO      | EPWR     |
| Познань | Аэропорт Познань-Лавица                    | POZ      | EPPO     |
| Киев    | Международный аэропорт Борисполь           | KBP      | UKBB     |
| Киев    | Международный аэропорт Киев                | IEV      | UKKK     |
| Харьков | Международный аэропорт Харьков             | HRK      | UKHH     |
| Донецк  | Международный аэропорт Донецк              | DOK      | UKCC     |
| Львов   | Международный аэропорт Львов               | LWO      | UKLL     |

Большинство аэропортов обеих стран нуждались в расширении и усовершенствовании, поэтому была запланирована реконструкция аэропортов:
- в Варшаве (строительство второго терминала в 2007 году, а также строительство железнодорожной связи между аэропортом и центром столицы к 2008 году);
- в Киеве (расширение аэропорта Борисполь до 4-х терминалов: 3 международных (B, F — существующие, D — ввод в 2012), внутриукраинский A закрыт, рейсы переведены в В) и 1 — для VIP (C)) к 2012 году, отдельный выезд для пассажиров из VIP-терминала на автостраду «Киев-Харьков», в аэропорту «Киев» (Жуляны) построен новый терминал);
- во Вроцлаве (расширение до 2 млн пассажиров ежегодно первого терминала и строительство на 900 тыс. — второго — к 2012 году);
- во Львове (завершение строительства нового терминала к 2011, реконструкция и удлинение полосы);
- в Донецке (строительство новой ВПП и нового терминала к 2011, реконструкция общей площади аэропорта по периметру);
- в Харькове (завершено строительство нового терминала (август 2010), реконструкция и удлинение полосы, перрона, строительство 3-го терминала)

### Автомобильный транспорт

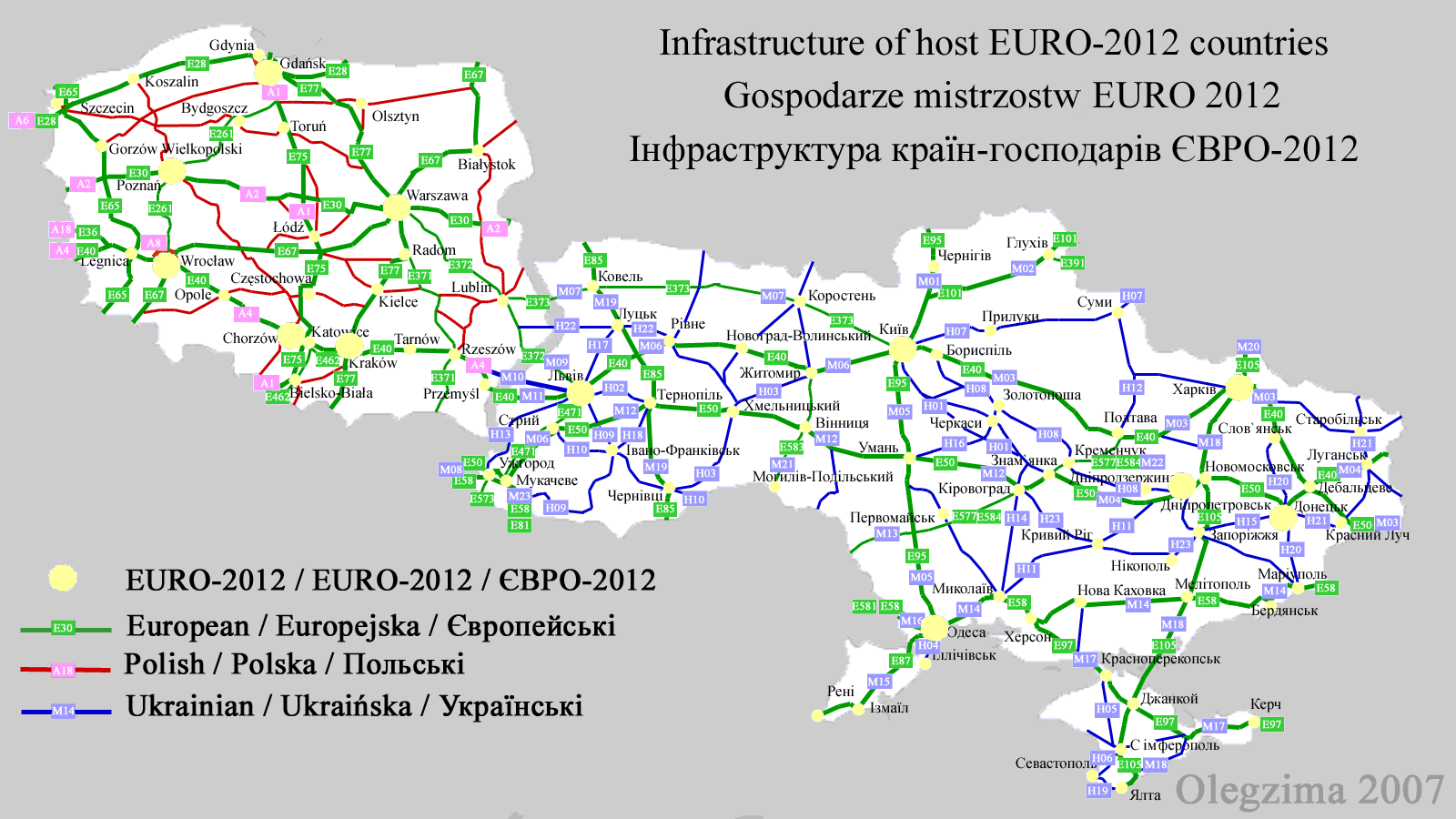
Инфраструктура стран, принимающих Евро-2012

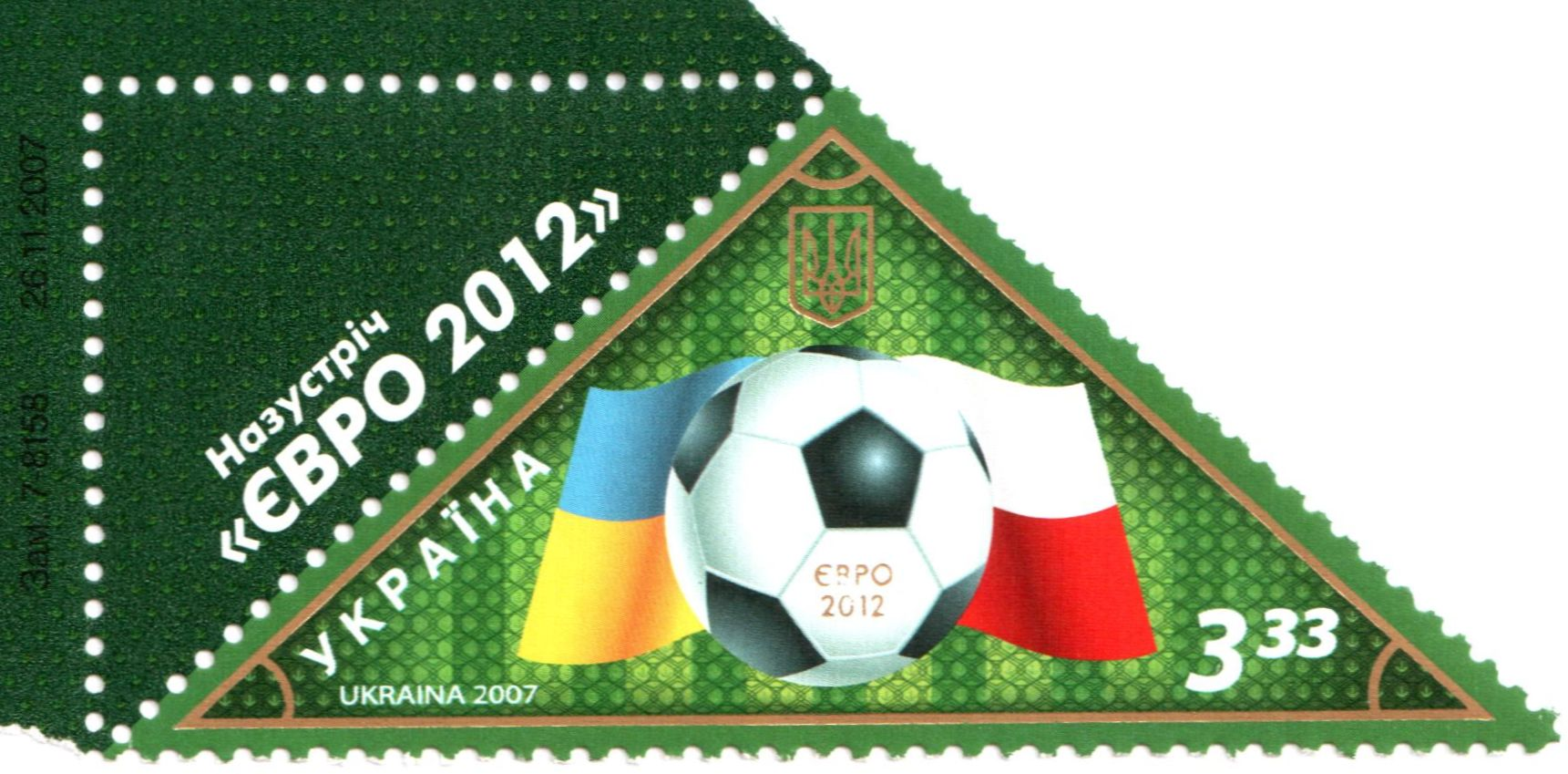
Почтовая марка Украины «Евро-2012». 2007

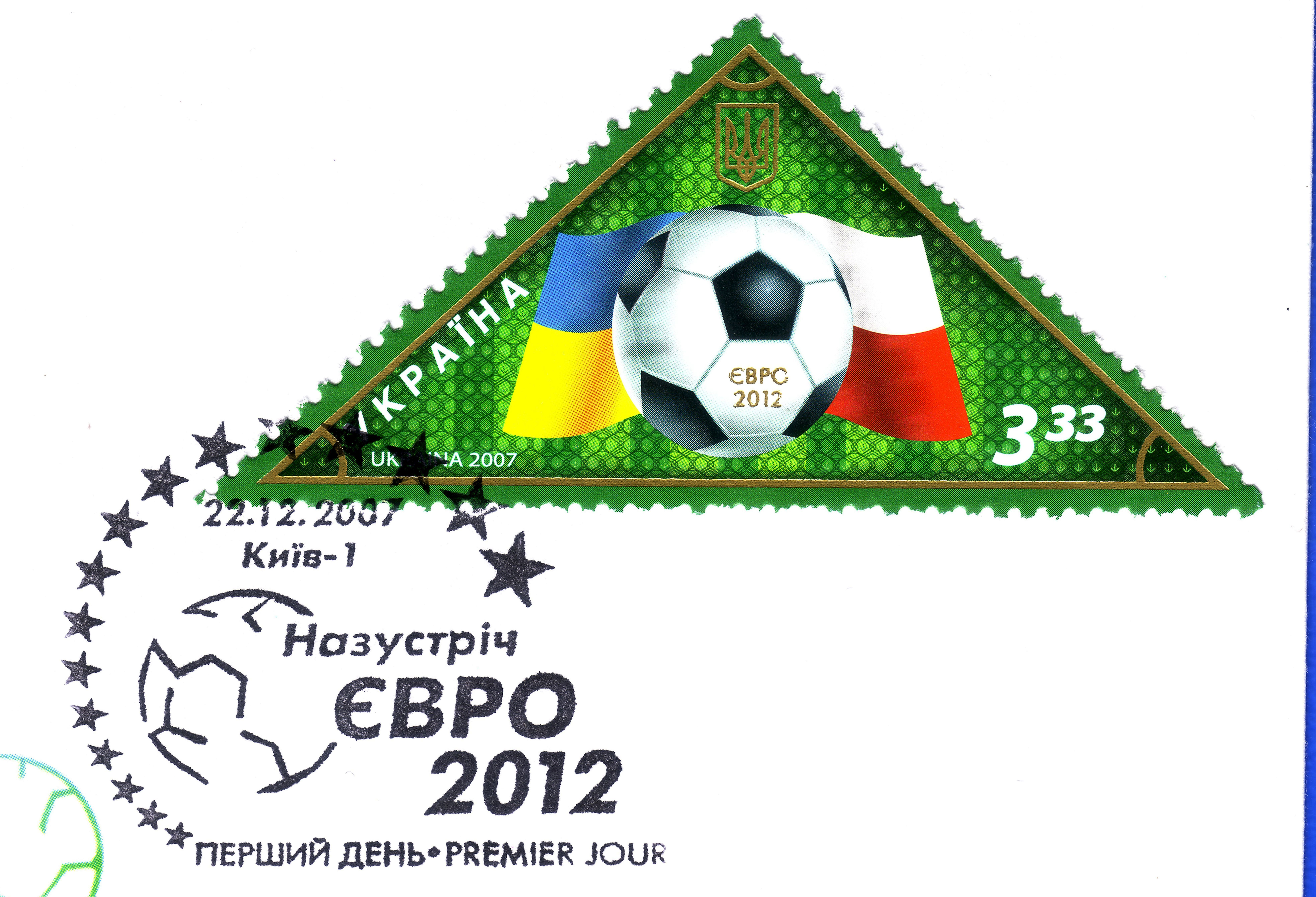
Гашение первого дня «Навстречу Евро-2012»

| Город   | Киев | Харьков | Донецк | Львов | Варшава | Познань | Вроцлав | Гданьск |
| ------- | ---- | ------- | ------ | ----- | ------- | ------- | ------- | ------- |
| Киев    | -    | 478     | 718    | 545   | 770     | 1068    | 1125    | 1142    |
| Харьков | 478  | -       | 300    | 1020  | 1243    | 1537    | 1602    | 1615    |
| Донецк  | 718  | 300     | -      | 1188  | 1478    | 1770    | 1775    | 1850    |
| Львов   | 545  | 1020    | 1188   | -     | 385     | 675     | 592     | 755     |
| Варшава | 770  | 1243    | 1478   | 385   | -       | 325     | 364     | 351     |
| Познань | 1068 | 1537    | 1770   | 675   | 325     | -       | 185     | 299     |
| Вроцлав | 1125 | 1602    | 1775   | 592   | 364     | 185     | -       | 436     |
| Гданьск | 1142 | 1615    | 1850   | 755   | 351     | 299     | 436     | -       |

### Железнодорожный транспорт
Все города, принимающие чемпионат, связаны между собой развитой железнодорожной сетью. Направления с наибольшей пропускной способностью связывают друг с другом города внутри стран. Пропускная способность железнодорожных переходов Украина—Польша недостаточна; однако практически нет ограничений по пропускной способности железнодорожного сообщения принимающих городов Украины с Россией и Беларусью.
Произошло расширение станций в большинстве заинтересованных городов. Все железные дороги, соединяющие города принимающей стороны, электрифицированы. На украинских железных дорогах появляются новые скоростные поезда: Киев — Харьков, Киев — Днепропетровск, Киев — Львов, Донецк — Харьков.
Некоторые реконструкции по проекту Евро-2012:
- во Вроцлаве: перемещение и связь трёх железнодорожных станций (Главная, Надорже и Швебодзки) сo спортивным комплексом города;
- в Киеве планируется ввод в эксплуатацию нового железнодорожного моста и открытие второго вокзала (ст. Дарница) на левом берегу Днепра.

### Водный транспорт
Морской порт имеется в польском городе Гданьск, речные порты имеются во многих украинских городах, в том числе и в Киеве.

### Городской транспорт
Во всех городах, принимающих чемпионат, развита система городского общественного транспорта, включающая автобусное, трамвайное сообщение, комплекс перевозчиков такси и маршрутного такси.
В 3 городах чемпионата имеется метрополитен:
- Варшава (Польша) — 1 линия, запланированы ещё 2 линии, в том числе к 2008 году — завершение строительства первой линии метро («север-юг»), а к 2012 году — строительство второй линии («запад-восток»), в том числе станция «Национальный стадион».
- Киев (Украина) — 3 линии, планируется ещё 1 линия. 15 декабря 2010 года открылись станции «Демеевская» (возле центрального автовокзала), «Голосеевская» и «Васильковская»; 27 декабря 2011 года — станция «Выставочный центр». Непосредственно возле стадиона расположены станции «Дворец спорта» и «Олимпийская», но они обычно закрыты на вход после матчей. В пешеходной досягаемости от стадиона находятся станции «Площадь Льва Толстого», «Кловская», «Крещатик», «Театральная», «Дворец Украина».
- Харьков (Украина) — 3 линии. Возле стадиона расположены станции «Спортивная» и «Метростроителей имени Ващенко», в пешеходной досягаемости — «Площадь Восстания», «Завод им. Малышева», «Проспект Гагарина»;

В Донецке к 2011 году планировалось открытие первой очереди первой линии метрополитена, являющейся долгостроем. Линия не была рассчитана на выход у стадиона, вокзала или аэропорта. К Евро-2012 проект так и не был сдан, после окончания чемпионата планировалась постройка лёгкого наземного метро.
Во всех украинских городах, а также в городе Гдыня (пригород Гданьска) имеется троллейбусное сообщение. Троллейбусы до последнего времени эксплуатировались также в большинстве других городов Польши. В Варшаве, Киеве, Познани, Гданьске (городская агломерация Труймясто) имеется скоростной трамвай, а в Киеве и Гданьске — ещё и водный трамвай. В Киеве также имеется городская электричка с кольцевым движением, включающая пересадочные узлы на другие виды городского транспорта, в том числе метрополитен.

## Гостиницы
Среди гостиничных комплексов имелись отели всех типов звёздной системы, соответствующих европейскому уровню качества. На Украине перед чемпионатом цены на гостиницы были накручены в несколько раз, и были выше, чем цены, законтрактованные УЕФА задолго до чемпионата. В связи с этим УЕФА, возглавляемый Мишелем Платини, и президент Украины Виктор Янукович приняли меры для снижения цен на размещение на Украине.
Качество украинских оздоровительных и гостиничных комплексов до проведения чемпионата было нередко на ужасающем уровне, порой в полной антисанитарии. Поэтому в городах, принимающих матчи чемпионата Европы, были построены новые гостиницы, а старые отремонтированы и отреставрированы.
По окончании Еврочемпионата в УЕФА остались довольны проведёнными работами в сфере гостиничного комплекса на Украине.

## Памятные монеты
К Евро 2012 Национальным банком Украины были выпущены памятные монеты:
- Оборотная монета «Финальный турнир чемпионата Европы по футболу 2012 г.» номиналом 1 гривна;
- Золотая монета Евро-2012 — номинал 500 грн. (вес: 500 г);
- Пять серебряных монет (общая — 20 грн. и 4 города — Киев, Харьков, Львов и Донецк — по 10 грн.).